# Conus crioulus
Conus crioulus é uma espécie de gastrópode do gênero Conus, pertencente à família Conidae.